# Jon Klassen

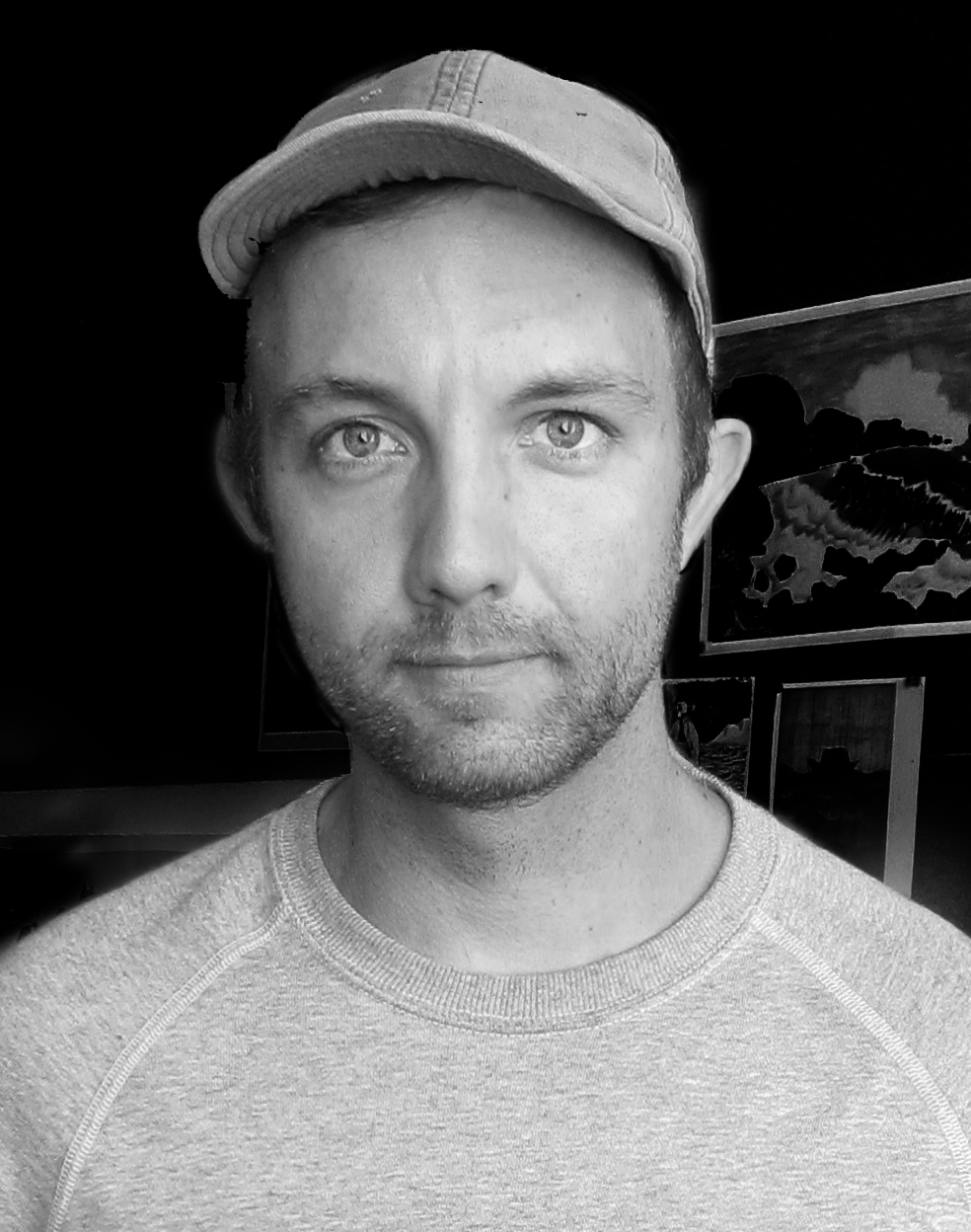
Jon Klassen (2016)

Jon Klassen (* 29. November 1981 in Winnipeg, Manitoba, Kanada) ist ein kanadisch-amerikanischer Animationskünstler, Illustrator und Schriftsteller. Unter anderem wirkte er in verschiedenen Funktionen an drei Kinospielfilmen mit, darunter Coraline (2009) und Kung Fu Panda 2 (2011), sowie an verschiedenen Kurzfilmen. Klassen schrieb und illustrierte verschiedene Bilderbücher, darunter I Want My Hat Back (2011, dt. Wo ist mein Hut, 2012) und This Is Not My Hat (2012, dt. Das ist nicht mein Hut, 2013). Außerdem illustrierte er Bücher anderer Schriftsteller, darunter Sam and Dave Dig a Hole (2014). Weitere Illustrationen von Klassen sind in unterschiedlichen Anthologien erschienen. I Want My Hat Back, bei dem die Frankfurter Allgemeine Zeitung von einem »brillanten Bilderbuch« spricht, war ein New York Times-Bestseller und wurde 2013 mit dem Deutschen Jugendliteraturpreis ausgezeichnet. Auch This Is Not My Hat war ein New-York-Times-Bestseller und wurde mit der Caldecott Medal und der Kate Greenaway Medal ausgezeichnet. Klassen lebt in Los Angeles.

## Leben und Werk

### Allgemeines
Klassen wuchs, zusammen mit seinen zwei jüngeren Brüdern, im kanadischen Niagara Falls (Ontario) auf. Während seiner dortigen Highschool-Zeit arbeitete er unter anderem in der Kerzenfabrik seiner Familie. Er studierte das Fach Illustration am Sheridan College in Oakville (Ontario) in der Nähe von Toronto. Nach seinem Collegeabschluss 2005 ging er nach Los Angeles in Kalifornien, USA. Dort arbeitete er ab 2006 für verschiedene Film- und Videoproduktionen. Unter anderem war er als Animator für den Spielfilm Coraline (2009) tätig, wie auch für das U2 -Musikvideo I’ll Go Crazy If I Don’t Go Crazy Tonight (2009). Bereits 2006 realisierte Klassen seinen Kurzfilm An Eye For Annai.
2014 war er Jurymitglied der Auszeichnung Das außergewöhnliche Buch des Kinder- und Jugendprogramms des Internationalen Literaturfestivals Berlin.
Klassen lebt zusammen mit seiner Frau in Los Angeles.

### Karriere als Buchautor und -illustrator

#### Inspirationen und Stil
Lieblingsbuch von Klassen, als er noch ein Kind war, war Sam and the Firefly von Philip Dey Eastman. Weitere Illustratoren, die Klassen schätzt, sind Leo Lionni und Wolf Erlbruch.
Während Klassen zunächst eher im Bereich des animierten Films arbeitete, konzentrierte er sich später mehr auf die Illustration und das Schreiben von Büchern. Den Wechsel begründet er wie folgt:

„Reizvoll für mich war, dass Bilderbücher zwar viele Stärken des Films besitzen, aber in einer viel konzentrierteren Form. Das Umblättern einer Seite ist wie ein Filmschnitt, die Wörter neben den Bildern stehen für den Ton. Vielleicht klingt das zu einfach, aber so stelle ich mir das tatsächlich häufig vor. Auch genieße ich an dieser Arbeit, dass sie so viel klarer und sauberer ist. Bei der Concept Art für einen Film muss meist stark gerendert werden. Die Darstellungen sehen eher wie Standbilder aus. Die Bilder, die ich gerne mache, werden aber immer schlichter. Außerdem habe ich Bilderbücher schon immer gemocht.“

Während Klassen seine ersten Bücher ausschließlich digital erstellte, arbeitet er inzwischen sowohl klassisch mit Stiften, als auch mit dem Computer:

„In der Trickanimation habe ich immer am Computer gearbeitet und deswegen habe ich so auch meine ersten Bücher gemacht. Aber wenn man nur digital arbeitet und die Zeichnungen dann druckt, erkennt man einige versteckte Tricks plötzlich doch und zudem sieht alles kantiger aus. Jetzt zeichne ich mit Tinte und Stiften die Figuren und Hintergründe jeweils auf separatem Papier, denn ich bin nicht so gut darin wie ich sollte, ein ganzes Bild zu zeichnen. Dann baue ich die Teile wie ein Puzzle am Computer zusammen.“

Für das Zeichnen von Büchern bevorzugt Klassen silberne Bleistifte der Marke Progresso mit dem Härtegrad 9B.
Klassen bevorzugt weder das Illustrieren, noch das Schreiben eines Bilderbuchs:

„Ich illustriere sehr gerne Texte von anderen Autoren. Es ist viel entspannter. Du versuchst zwar, die bestmögliche Darstellungsform zu finden, aber du weißt, zugrunde liegt eine Geschichte, die funktioniert. Wenn ich meine eigenen Geschichten schreibe, befürchte ich immer, dass irgendetwas nicht funktionierten könnte und ich womöglich die großartige Chance vertue, ein gutes Bilderbuch zu machen. Andererseits ist es unvergleichlich, deine eigene Idee zu verwirklichen und tatsächlich von vorne bis hinten dein eigenes Buch umzusetzen. Langer Rede kurzer Sinn: Ich mag beides.“

#### Erste Erfolge
Mit I Want My Hat Back (2011, dt. Wo ist mein Hut, 2012) und This Is Not My Hat (2012, dt. Das ist nicht mein Hut, 2013) schrieb und illustrierte Klassen zwei Bilderbücher, die auch in deutschsprachiger Übersetzung vorliegen. Über das umstrittene Ende seines Buchs I Want My Hat Back sagt Klassen:

„When the book was pitched to publishers, most of them wanted to change the ending. Candlewick was the only one that embraced the ending. Some people can’t get around the idea that a kids’ book should have a lesson that the characters themselves are aware of. Instead of eating him, they wanted the bear to say to the rabbit, ‘And that’s why you shouldn’t steal hats!’ I tell people who don’t like the ending that the story does have a point: The bear might be thinking, just like we are, at the end that maybe this wasn’t the best idea. Kids are aware when a story is good on its own outside of a moral.“

#### Weitere Bücher
Neben I Want My Hat Back und This Is Not My Hat illustrierte Klassen auch sieben Bücher anderer Autoren: Für Maryrose Woods The Incorrigible Children of Ashton-Place-Serie, (Stand 2012) bestehend aus den drei Büchern The Mysterious Howling (2010), The Hidden Gallery (2011) und The Unseen Guest (2012), steuerte Klassen die Illustrationen bei. Die Serie liegt unter der dem Titel Das Geheimnis von Ashton Place auch in deutschsprachiger Übersetzung vor, und zwar mit den drei Bänden Aller Anfang ist wild (2012), Die Jagd ist eröffnet (2012) und Die Wölfe sind los (2013). Interessanterweise wurde bei deutschsprachigen Ausgabe der Bände auf die Illustrationen von Klassen verzichtet.
Weitere Bücher anderer Autoren, die Klassen illustrierte, sind Cats´ Night Out von Carlyn Stutson (2010, nicht ins Deutsche übersetzt), House Held Up By Trees von Ted Kooser (2012, in deutschsprachiger Übersetzung 2013 als Das Haus in den Bäumen erschienen), Extra Yarn von Mac Barnett (2012, in deutschsprachiger Übersetzung 2013 als Extra Garn erschienen) und The Dark von Lemony Snicket (2013, 2014 in deutschsprachiger Übersetzung als Dunkel erschienen). Zur Entstehungsgeschichte von The Dark sagt Klassen:

„Lemony Snicket beginnt gern ein neues Buch mit einer visuellen Idee. Ich habe ihm eine Zeichnung geschickt, die einen Jungen zeigt, der mit einer Taschenlampe oben an einer Treppe steht. Unten, am Ende der Stufen, sieht man einen dunklen Korridor, und das Dunkel sagt dort: ‚Hier unten.‘ Kurz darauf hat Snicket mir eine Geschichte zurückgeschickt und das ist die Geschichte in dem Buch.“

Im Oktober 2014 erscheint mit dem von Mac Barnett verfassten Sam and Dave Dig a Hole (nicht in deutschsprachiger Übersetzung erschienen) ein weiteres von Klassen illustriertes Bilderbuch. In diesem stehen zwei Jungen im Mittelpunkt der Handlung. Sam und Dave graben auf sehr unterschiedliche Weise ein Loch, und hoffen, etwas Besonderes zu finden. Für Klassen ist Sam and Dave Dig a Hole ein Buch darüber, »why digging a hole is a bad idea« (2014). Neben der Illustration von Sam and Dave Dig a Hole arbeitet Klassen derzeit auch an einem weiteren Buch, das er sowohl schreibt, als auch illustriert.
Neben den erwähnten Publikationen sind Illustrationen von Klassen in verschiedenen Anthologien erschienen.
Klassen illustrierte das Plakat des Deutschen Jugendliteraturpreises 2014.

#### Künstlerische und kommerzielle Erfolge
Für sein künstlerisches Schaffen vor allem als Illustrator, aber auch als Autor von Bilderbüchern wurde Klassen vielfach ausgezeichnet. Zu den wichtigsten Preisen gehören die Caldecott Medal (2013) für This Is Not My Hat und im gleichen Jahr die Caldecott Medal-Honor für Extra Yarn – beide Auszeichnungen im gleichen Jahr zu gewinnen, gelang erst einem Künstler vor ihm (1947). I Want My Hat Back erhielt 2013 außerdem den Deutschen Jugendliteraturpreis in der Kategorie Bilderbuch.
Extra Yarn und I Want My Hat Back standen auf New-York-Times-Bestsellerliste in der Sektion Bilderbuch, letzteres 48 Wochen. Auch This Is Not My Hat stand auf für 43 Wochen auf dieser Bestsellerliste.
Bis April 2014 wurden weltweit von I Want My Hat Back und This Is Not My Hat insgesamt eine Million Exemplare verkauft. Außerdem wurden beide Bücher zusammen in 22 Sprachen übersetzt.

#### Spotlight Stories
Klassen ist als Produktionsdesigner an dem Spotlight Story-Projekt beteiligt, in dem mit den Möglichkeiten des Erzählens von Geschichten auf digitalen Empfangsgeräten experimentiert wird. Der Bildschirm eines mobilen Empfangsgerät soll im Rahmen dieses Projekts nicht nur als kleiner Screen betrachtet werden, sondern als eigenes Medium mit spezifischen Möglichkeiten. Besonderheit der im Rahmen des Spotlight Story-Projekts veröffentlichten Geschichten ist, dass diese sich daran orientieren, was der Zuschauer sieht bzw. wohin er sein Smartphone bewegt. Im Oktober 2013 wurde auf dem Motorola Moto X die interaktive Geschichte Windy Day veröffentlicht und im März 2014 wurde auf ebenfalls dem Moto X die interaktive Geschichte Buggy Night veröffentlicht.

## Presseschau

### Künstlerischer Stil
„Beide [Jon Klassen und Oliver Jeffers] eint die Unverwechselbarkeit ihres jeweiligen Zeichenstils, die alte Vorbilder benutzt, ohne sie zu kopieren, und die souveräne Erzählhaltung, die mehr andeutet als ausformuliert.“

### Cats´ Night Out(2010)
„In Cats´ Night Out, Jon Klassen’s highly imaginative and clever illustrations, with their subdued, delicate colours and their minimal movement, mysteriously transform a smoky New York night into a grooving and pulsating background for his cool dancing cats.“

„In Cats´ Night Out, Jon Klassen creatively arranges pulsating patterns, lines and shapes to express a fantasy mood. He uses different tones and textures to contrast the mysterious night scene with the many vivid dancing cats. The illustrations match the content perfectly.“

### I Want My Hat Back(2011) /Wo ist mein Hut(2012)
„I Want My Hat Back is a marvelous book in the true dictionary sense of marvel: it is a wonderful and astonishing thing, the kind of book that makes child laugh and adult chuckle, and both smile in appreciation. […] This is a charmingly wicked little book and the debut of a promising writer-illustrator talent.“

„The joy of this book lies in figuring out the explicit plot from the implicit details in the pictures, especially a few wordless ones.“

„Was fängt man mit einem solchen Buch an? Der Verlag der deutschsprachigen Ausgabe empfiehlt es für Vierjährige, und das scheint der klaren Sprache und der überschaubaren Abbildungen wegen auch angemessen. Die Linien sind exakt ausgeführt, der Hintergrund aufs Nötigste reduziert, die Figuren – von ein paar Manierismen abgesehen – aufs Wiedererkennen angelegt, und all dies verspricht eine Handlung ohne große Rätsel. Dass man dabei aufs schönste getäuscht wird, macht die Qualität dieses Buchs aus, und weil Jon Klassen natürlich weiß, dass, wo Bild und Text auf einer Wellenlänge sind, die große Langeweile nicht fern ist, zündet er mit seinen unschuldigen Dialogen vor dem Hintergrund divergierender Bilder einen Sprengsatz nach dem anderen. […] Wer stark ist, weiß sich sein Recht zu verschaffen. Wer schwach ist, bleibt mit seinem folgenlosen Lamento allein. Indem Jon Klassen mit seinem schlichten Buch ein derart weitreichendes Verweissystem entwirft, stellt er sich auf den Horizont seiner Zielgruppe ein und vergrößert ihn dabei erheblich. Eltern werden ihn dafür lieben.“

„A quirky, unique and fantastically funny book, there is so much humour to be found in the illustrations. A lesson in visual literacy, character emotions are expressed brilliantly and the clever use of the colour is inspired.“

„Wie auf der Spielleiste eines Handpuppentheaters agieren auf den Buchseiten maximal zwei Figuren. Und die Betrachter überblicken das Geschehen bisweilen besser als die Hauptfigur dies offenbar tut. Schließlich erweist sich der Bär als weitaus weniger harmlos, als es zunächst schien – so wie der traditionelle Jahrmarktskasperl hat er durchaus auch eine abgründige Seite. Am Ende sitzt zwar der Hut auf dem richtigen Kopf, aber wo ist eigentlich das Kaninchen geblieben? Mit Tinte zeichnet Jon Klassen zunächst die Umrisse der Figuren auf chinesisches Papier, um am Computer alles zusammenzufügen, und Farben sowie andere Details zu ergänzen. Die Typografie ist nicht nur ein Augenschmaus, sondern zugleich auch semantisch aufgeladen.“

„Wo ist mein Hut ist eines jener klassischen Bilderbücher, die mit sparsamer, ausdrucksstarker Illustration eine Geschichte erzählen, bei der Kinder mitdenken und sich freuen können, dass sie schlauer sind als der Bär. Im Internet aber entwickelte sich das Buch zum Erfolg unter Erwachsenen. […] Sind die Fragen, die er [Jon Klassen] stellt, doch schwerwiegend genug, um auch Menschen über fünf Jahren zu beschäftigen: Was ist Recht? Was ist Unrecht? Was ist Eigentum, was Diebstahl? Wie weit darf Selbstjustiz gehen? Klassen […] macht daraus Philosophie mit dem Zeichenstift, liebevoll und eindringlich.“

### This Is Not My Hat(2012) /Das ist nicht mein Hut(2013)
„In this darkly humorous tale, a tiny fish knows it’s wrong to steal a hat. It fits him just right. But the big fish wants his hat back. Klassen’s controlled palette, opposing narratives and subtle cues compel readers to follow the fish and imagine the consequence. “With minute changes in eyes and the slightest displacement of seagrass, Klassen’s masterful illustrations tell the story the narrator doesn’t know,” Caldecott Chair Sandra Imdieke said.“

„As was true with I Want My Hat Back, in which a rabbit and a bear provide the dialectic, the ethical position in This Is Not My Hat is complicated. Don’t steal, obviously. But given that children’s literature champions the small and the weak, there is also this: Don’t get caught. Depending on where you are on the political spectrum, This Is Not My Hat could be a cautionary tale of either righteous class struggle or uppity proletarians.“

„Der amerikanische Bilderbuchmacher Jon Klassen hat nach Wo ist mein Hut (Gewinner des Deutschen Jugendliteraturpreis 2013) wieder ein geniales kleines Gesamtkunstwerk geschaffen. Aus einer flotten Idee, einem ganz knappen, pointierten Text und vielen ebenso kuriosen wie eindrücklichen Bildern ist ein subtiles Bilderbuch entstanden, das den Kopf beschäftigt und zu Herzen geht. Großartig sind die Unterwasser-Ansichten, das schwarze Meer mit den Fischen und Pflanzen in typischem Klassen-Farben: gedämpft und doch leicht leuchtend, zart und stark zugleich.“

„Das ist nicht mein Hut erzählt eine ähnliche Geschichte wie sein Vorgänger. Nun aus der Sicht des Diebes: einem kleinen Fisch. Er hat einem großen Fisch die Kopfbedeckung weggenommen, als der schlief. Der Leser folgt dem Monolog des Diebes, einem Musterbeispiel an Selbstrechtfertigung, Selbstberuhigung und Selbsttäuschung in einleuchtender, sympathischer Form […]. […] Die ganze Menschheitsgeschichte hindurch sind die kleinen und die großen Untaten so oder ähnlich beschönigt worden. […] Das ist nicht mein Hut hat die Dynamik eines klassischen Gangsterfilms – und nicht nur Kleinkinder werden mit dem kleinen Fisch fiebern, der es zuletzt bis in ein Gestrüpp von Wasserpflanzen geschafft hat, sich in Sicherheit wähnend: ‚Hier findet mich keiner.‘ So geht es in diesem großartigen Bilderbuch, wie in seinem Vorgänger, nicht nur um die großen rechtsphilosophischen Fragen – sondern auch um die eine, entscheidende Frage von existentieller Bedeutung: Wer wird überleben? Große Fische sind schließlich stärker als kleine Fische, und der Tod hat noch jeden verschluckt – denken wir Erwachsenen. Kinder haben da manchmal ihre ganz eigene Ansicht.“

„The format and layout work perfectly to convey the underwater location with the movement of the action flowing with the water from left to right. The colour palette and matte texture is not one which you would normally associate with underwater and yet conveys it beautifully. The juxtaposition of text and image works with perfect comic timing. Amazing expression is conveyed by the eyes and dramatic tension by little bubbles.“

### Extra Yarn(2012) /Extra Garn(2013)
„Klassen’s illustrations are the most absorbing part of this tale, wrapping Annabelle’s sooty, snowy town in mottled color and texture as her knitting progresses. Klassen is known for his concept art for the animated movie Coraline, and he carries a bit of that film’s otherworldliness into his work here.“

„Klassen’s brown ink and digitally created illustrations pair nicely with the translucent, lightly inked knitwear. His pacing, especially the mostly wordless sequence when the box floats back to Annabelle on a triangle of an iceberg, is impeccable. The final spread, all light and yarn-covered tree limbs, brings Barnett’s clever, quiet yarn full circle, to a little girl and a town, now colorful and happy.“

„Mac Barnett’s sparse text tells a simple but touching tale about the positive power of small deeds. Jon Klassen’s ink and gouache illustrations are at first dominated by black and white. Step by step, however, Annabel’s fabulous knitwear adds sparkling stitches to the pictures as well as to the lives of the townspeople; and it puts a happy smile on their faces.“

### The Dark(2013) /Dunkel(2014)
„With his command of language, tone, and pacing, Snicket creates the perfect antidote to a universal fear. Klassen’s spare gouache and digital illustrations in a quiet black, brown, and white palette […] are well suited for a book about the unseen. Using simple black lines and color contrasts to provide atmosphere and depth, Klassen captures the essence of Snicket’s story.“

„Ein Bilderbuch-Ereignis wird Dunkel durch die Bilder von Jon Klassen. Sie sind flächig, verhalten in den Farben und von linearen Formen. Treppe oder Bodendielen deutlich strukturiert. Großartig und bestimmend sind die Hell-Dunkel-Kontraste. […] Eine eindrückliche Geschichte in klaren Bildern und leisen Tönen.“

„Jon Klassen ist ein Star im internationalen Bilderbuchgeschäft. Mit Dunkel beweist er einmal mehr sein Ausnahmetalent. […] Beide zusammen [Jon Klassen und Daniel Handler] haben ein Glanzstück geschaffen.“

„A terrific Film Noire atmosphere is evoked throughout with a clever choice of font and limited colour palette to create a retro adventure feel. Interesting use of perspective and angles to reflect Lazlo´s anxiety and the use of abstract shapes actively guides your eye through the story. Wonderful use of light to give a sense of the passage of time and very creative use of dark space in the same way that one would more traditionally use white space.“

## Werke

### Bücher
| Englischsprachige Originalausgabe | Deutschsprachige Erstausgabe | Anmerkungen |
| --- | --- | --- |
| 2007: The Rabbit Mayor – A Mayan Folk Tale, in: Flight, Kazu Kibuishi (Herausgeber), Villard (New York), ISBN 978-0-345-49040-7 | | Kurzgeschichte Flight enthält 25 illustrierte Kurzgeschichten unterschiedlicher Autoren und Illustratoren, darunter die Kurzgeschichte von Jon Klassen nicht in deutschsprachiger Übersetzung erschienen                        |
| 2008: Great Great Grand Show, Israel Sanchez, Jon Klassen, Scott Campbell, Graham Annable, Nucleus Studios (Alhambra, Kalifornien), ISBN 978-0-9796118-2-7 | | Ausstellungskatalog nicht in deutschsprachiger Übersetzung erschienen |
| 2009: The Legend of Alexandra & Rose, in: Half-Minute Horrors, Susan Rich (Herausgeber), Harper (New York), ISBN 978-0-06-183379-3 | 2011: Die Legende von Alexandra & Rose, in: Mein kleiner Horrortrip – Die kürzesten Schockgeschichten aller Zeiten, Karsten Siegelmann (Übersetzung aus dem Amerikanischen), Beltz & Gelberg (Weinheim), ISBN 978-3-407-81091-5 | Kurzgeschichte Half-Minute Horrors bzw. Mein kleiner Horrortrip – Die kürzesten Schockgeschichten aller Zeiten enthält Kurzgeschichten unterschiedlicher Autoren und Illustratoren, darunter die Kurzgeschichte von Jon Klassen |
| 2010: The Incorrigible Children of Ashton Place – Book 1 – The Mysterious Howling, Maryrose Wood (Text), Jon Klassen (Illustration), Balzer + Bray (New York), ISBN 978-0-06-179105-5 | 2012: Das Geheimnis von Ashton Place – Band 1 – Aller Anfang ist wild, Eva Plorin (Übersetzung aus dem Amerikanischen), Thienemann (Stuttgart), ISBN 978-3-522-18296-6                                                          | Roman mit Illustrationen deutschsprachige Übersetzung des Buchs ist ohne die Illustrationen von Jon Klassen erschienen |
| 2010: Moonshine – Dreamworks Artists … After Dark!, Chris Appelhans, Max Boas, Jason Brubaker, Devine Crane, Sylvain Deboissy, Paul Duncan, Nathan Fowkes, Goro Fujita, Todd Gibbs, Alex Hagelis, Tianyi Han, Kory Heinzen, Tang Kheng Heng, Leighton Hickman, Ruben Hickman, Michael Isaak, Shannon Jeffries, Bill Kaufmann, Kristen Kawamura, Jon Klassen, Chin Ko, Ronald Kurniawan, Paul Lasaine, Bryan Gregg LaShelle, Christophe Lautrette, luri Lioi, Dominique Louis, Nicolas Marlet, Patrick Mate, Marco Mateu-Mestre, Samuel Michlap, Emil Mitev, Takao Noguchi, Lindsey Olivares, Sunil Pant, Ruben Perez, Shane Prigmore, Alex Puvilland, Simon Rodgers, Ritchie Sacilioc, Griselda Sastrawinata, Jason William Scheier, Christian Schellewald, Shannon Tindle, Pierre-Olivier Vincent, ZhaoPing Wei, Nicolas Weis, Nate Wragg und Felix Yoon (Illustrationen), Design Studio Press (Culver City, Kalifornien), ISBN 978-1-933492-94-0 | | enthält Illustrationen unterschiedlicher Dreamworks-Künstler, darunter von Jon Klassen nicht in deutschsprachiger Übersetzung erschienen                                                                                        |
| 2010: Cats´ Night Out, Carolyn Stutson (Text), Jon Klassen (Illustration), Simon & Schuster (New York), ISBN 978-1-4169-4005-0 | | Bilderbuch nicht in deutschsprachiger Übersetzung erschienen |
| 2011: I Want My Hat Back, Jon Klassen (Text und Illustration), Candlewick Press (Somerville, Massachusetts), ISBN 978-0-7636-5598-3 | 2012: Wo ist mein Hut, Thomas Bodmer (Übersetzung aus dem Englischen), NordSüd (Zürich), ISBN 978-3-314-10117-5 | Bilderbuch |
| 2011: The Incorrigible Children of Ashton Place – Book 2 – The Hidden Gallery, Maryrose Wood (Text), Jon Klassen (Illustration), Balzer + Bray (New York), ISBN 978-0-06-179112-3 | 2012: Das Geheimnis von Ashton Place – Band 2 – Die Jagd ist eröffnet, Eva Plorin (Übersetzung aus dem Amerikanischen), Thienemann (Stuttgart), ISBN 978-3-522-18324-6                                                          | Roman mit Illustrationen deutschsprachige Übersetzung des Buchs ist ohne die Illustrationen von Jon Klassen erschienen |
| 2012: This Is Not My Hat, Jon Klassen (Text und Illustration), Candlewick Press (Somerville, Massachusetts), ISBN 978-0-7636-5599-0 | 2013: Das ist nicht mein Hut, Thomas Bodmer (Übersetzung aus dem Englischen), NordSüd (Zürich), ISBN 978-3-314-10170-0 | Bilderbuch |
| 2012: House Held Up By Trees, Ted Kooser (Text), Jon Klassen (Illustration), Candlewick Press (Somerville, Massachusetts), ISBN 978-0-7636-5107-7 | 2013: Das Haus in den Bäumen, Thomas Bodmer (Übersetzung aus dem Englischen), NordSüd Verlag (Zürich), ISBN 978-3-314-10130-4                                                                                                   | Bilderbuch |
| 2012: The Incorrigible Children of Ashton Place – Book 3 – The Unseen Guest, Maryrose Wood (Text), Jon Klassen (Illustration), Balzer + Bray (New York), ISBN 978-0-06-179118-5 | 2013: Das Geheimnis von Ashton Place – Band 3 – Die Wölfe sind los, Eva Plorin (Übersetzung aus dem Amerikanischen), Thienemann (Stuttgart), ISBN 978-3-522-18354-3                                                             | Roman mit Illustrationen deutschsprachige Übersetzung des Buchs ist ohne die Illustrationen von Jon Klassen erschienen |
| 2012: Extra Yarn, Mac Barnett (Text), Jon Klassen (Illustration), Balzer + Bray (New York), ISBN 978-0-06-195338-5 | 2013: Extra Garn, Susanne Lin (Übersetzung aus dem Englischen), Freies Geistesleben (Stuttgart), ISBN 978-3-7725-2688-6 | Bilderbuch |
| 2013: The Dark, Lemony Snicket (Text), Jon Klassen (Illustration), Little, Brown (New York), ISBN 978-0-316-18748-0 | 2014: Dunkel, Thomas Bodmer (Übersetzung aus dem Englischen), NordSüd Verlag (Zürich), ISBN 978-3-314-10211-0 | Bilderbuch |
| 2014: Duck, in: What´s Your Favorite Animal?, Eric Carle, Nick Bruel, Lucy Cousins, Susan Jeffers, Steven Kellogg, Jon Klassen, Tom Lichtenheld, Peter McCarty, Chris Raschka, Peter Sís, Lane Smith, Erin Stead, Rosemary Wells und Mo Willems (Texte und Illustrationen), Henry Holt (New York), ISBN 978-0-8050-9641-5 | | Einzelillustration Bilderbuch enthält Illustrationen unterschiedlicher Künstler, darunter auch von Klassen nicht in deutschsprachiger Übersetzung erschienen                                                                    |
| 2014: Sam and Dave Dig a Hole, Mac Barnett (Text), Jon Klassen (Illustration), Candlewick Press (Somerville, Massachusetts), ISBN 978-0-7636-6229-5 | | Bilderbuch erschien am 14. Oktober 2014 in den USA 2015 im NordSüd Verlag in deutschsprachiger Übersetzung erschienen (Sam und Dave graben ein Loch)                                                                            |
| 2021: The Rock from the Sky, Jon Klassen (Text & Illustration), (Candlewick, Apr 2021), ISBN 978-1-5362-1562-5 | 2021: Aus heiterem Himmel, Thomas Bodmer (Übersetzung aus dem Englischen), NordSüd Verlag (Zürich), ISBN 978-3-314-10573-9 | Bilderbuch |

### Filme
| Jahr | Film | Anmerkungen |
| ---- | --- | --- |
| 2006 | An Eye for Annai                                                                                               | Kurzfilm Klassen erscheint im Abspann des Films als Jonathan Klassen Funktion von Klassen: Idee, Drehbuch, Regie und Animation kann online angesehen werden |
| 2008 | City of Ember – Flucht aus der Dunkelheit                                                                      | Kinospielfilm Klassen erscheint im Abspann des Films als Jonathan Klassen Funktion von Klassen: Concept Artist                                              |
| 2009 | Coraline | Kinospielfilm Klassen erscheint im Abspann des Films als Jonathan Klassen Funktion von Klassen: Illustrator                                                 |
| 2009 | Kung Fu Panda – Secrets of the Furious Five / Das Geheimnis der furiosen Fünf                                  | Fernsehkurzfilm Klassen erscheint im Abspann als Jonathan Klassen Funktion von Klassen: Background Artist                                                   |
| 2009 | I´ll Go Crazy If I Don´t Go Crazy Tonight                                                                      | Musikvideo von U2 Funktion von Klassen: Art Director kann online angesehen werden                                                                           |
| 2010 | Black Lake | Kurzfilm Funktion von Klassen: Mitarbeit kann online angesehen werden                                                                                       |
| 2010 | Kung Fu Panda Holiday / Kung Fu Panda – Ein schlagfertiges Winterfest                                          | Fernsehkurzfilm Klassen erscheint im Abspann des Films als Jonathan Klassen Funktion von Klassen: Visual Development Artist                                 |
| 2010 | The BBC Winter Olympics Title Sequence                                                                         | Werbeclip Funktion von Klassen: Co-Designer kann online angesehen werden                                                                                    |
| 2011 | Kung Fu Panda 2                                                                                                | Kinospielfilm Klassen erscheint im Abspann des Films als Jonathan Klassen Funktion von Klassen: Visual Development                                          |
| 2013 | I Want My Hat Back                                                                                             | Kurzfilm Funktion von Klassen: Autor, Illustrator, Schauspieler                                                                                             |
| 2013 | Adventure Time With Finn & Jake / Abenteuerzeit mit Finn und Jake, Staffel 5, Episode 15: A Glitch is a Glitch | Fernsehserie Funktion von Klassen: Color Stylist |

## Nominierungen und Auszeichnungen
| Jahr            | Buch                                            | Nominierung / Auszeichnung |
| --------------- | ----------------------------------------------- | --- |
| 2010            | Cat´s Night Out                                 | Governor General´s Literary Award in der Kategorie English-language Children´s Literature – Illustration                                               |
| 2011            | I Want My Hat Back / Wo ist mein Hut            | Aufnahme in die Liste Best Illustrated Children’s Books of 2011 der New York Times                                                                     |
| 2012            | Extra Yarn / Extra Garn                         | Boston Globe–Horn Book Award – Picture Book Winner |
| 2012            | I Want My Hat Back / Wo ist mein Hut            | Bilderbuch des Monats Oktober der Deutschen Akademie für Kinder- und Jugendliteratur                                                                   |
| 2012            | This Is Not My Hat / Das ist nicht mein Hut     | Aufnahme in die Liste Notable Children´s Books of 2012 der New York Times                                                                              |
| 2012            | This Is Not My Hat / Das ist nicht mein Hut     | Honor Book beim Theodor Seuss Geisel Award |
| 2012            | House Held Up By Trees / Das Haus in den Bäumen | Aufnahme in die Liste New York Times Best Illustrated Children’s Books of 2012                                                                         |
| 2. Oktober 2012 | House Held Up By Trees / Das Haus in den Bäumen | English-language finalist des Governor General´s Literary Awards des Canada Council for the Arts in der Kategorie Children´s Literature – Illustration |
| 2013            | I Want My Hat Back / Wo ist mein Hut            | Deutscher Jugendliteraturpreis in der Kategorie Bilderbuch                                                                                             |
| 2013            | I Want My Hat Back / Wo ist mein Hut            | Shortlist der Kate Greenaway Medal |
| 2013            | This Is Not My Hat / Das ist nicht mein Hut     | Caldecott Medal |
| 2013            | Extra Yarn / Extra Garn                         | Ehrenbuch der Caldecott Medal |
| 2013            | The Dark / Dunkel                               | Aufnahme in die Liste New York Times Best Illustrated Children’s Books of 2013                                                                         |
| 2013            | The Dark / Dunkel                               | Aufnahme in die Liste Notable Children’s Books of 2013 der New York Times in der Kategorie Bilderbuch                                                  |
| 2013            | Extra Yarn / Extra Garn                         | White Raven der Internationalen Jugendbibliothek |
| 2. Oktober 2013 | The Dark / Dunkel                               | English-language finalist des Governor General´s Literary Awards des Canada Council for the Arts in der Kategorie Children´s Literature – Illustration |
| 1. März 2014    | The Dark / Dunkel                               | Die besten 7 Bücher für junge Leser im März von Deutschlandfunk                                                                                        |
| 18. März 2014   | The Dark / Dunkel                               | Shortlist der Kate Greenaway Medal |
| 18. März 2014   | This Is Not My Hat / Das ist nicht mein Hut     | Shortlist der Kate Greenaway Medal |
| 9. April 2014   | The Dark / Dunkel                               | Luchs des Monats April 2014 von der ZEIT und Radio Bremen                                                                                              |
| 14. Mai 2014    | The Dark / Dunkel                               | Buch des Monats Juni 2014 von der Deutschen Akademie für Kinder- und Jugendliteratur                                                                   |
| 5. Juni 2014    | The Dark / Dunkel                               | Wahl unter die Schönsten Deutschen Bücher 2014 von der Stiftung Buchkunst                                                                              |
| 23. Juni 2014   | This Is Not My Hat / Das ist nicht mein Hut     | Kate Greenaway Medal |

- 2020: Deutscher Jugendliteraturpreis (Sparte Bilderbuch) als Illustrator von Dreieck Quadrat Kreis

## Festivalteilnahmen
| Datum          | Festival |
| -------------- | --- |
| April 2014     | Festival of Books (Los Angeles)                                                                               |
| September 2014 | Kinder- und Jugendprogramm des 14. Internationalen Literaturfestivals Berlin (erster Auftritt in Deutschland) |